# 石川竜二
石川 竜二（いしかわ りゅうじ,  生没年不詳）は、日本の映画俳優、声優。『忍者部隊月光』の月輪（月岡輪次）を演じたことで知られる。松竹に所属していた。

## 映画
- 風の中の瞳（1959年、川頭義郎監督、松竹）- 日野敏男[2]
- ふるさとの風（1959年、原研吉監督、松竹） - 弟 春雄
- 俺たちに太陽はない（1960年、池田博監督、松竹）- 十坂[3]
- 渦（1961年、番匠義彰監督、松竹） - 山西光一[4]
- 今年の恋（1962年、木下惠介監督、松竹） - 相川一郎
- 背くらべ（1962年、大槻義一監督、松竹） - 勝田勉
- 三人娘乾杯！（1962年、番匠義彰監督、松竹)  - 沢井信吾[5]
- 咲子さんちょっと（1963年、酒井欣也監督、松竹） - 中川四郎[6]
- 忍者部隊月光（1964年、土屋啓之助監督、東映）[7] - 月輪（月岡輪次）